# Захват автобуса с детьми в Орджоникидзе
Захва́т авто́буса с детьми́ в Орджоники́дзе — преступление, совершённое в городе Орджоникидзе (ныне Владикавказ) в четверг 1 декабря 1988 года, когда члены местной автобусной бригады автопредприятия № 1 Павел Якшиянц (38 лет), Владимир Муравлев (26 лет), Герман Вишняков (22 года), Владимир Анастасов (25 лет) и Тофий Джафаров (28 лет) взяли в заложники учеников 4 «Г» класса школы № 42, учительницу, водителя автобуса, затем экипаж самолёта и переговорщика-офицера КГБ. Целью преступников было получение выкупа в 3 миллиона долларов и выезд за границу.
После переговоров, заложники были освобождены в обмен на оружие, деньги и самолет с экипажем. После приземления в Израиле Якшиянц и его сообщники сдались израильским властям, были арестованы и позже депортированы из Израиля в СССР в обмен на обязательство советского суда не выносить смертный приговор преступникам. Тогдашний министр обороны Израиля Ицхак Рабин подверг критике решение властей СССР выдать террористам оружие и выпустить самолет после обеспечения безопасности заложников.

## Преступники

### Павел Якшиянц
Павел Левонович Якшиянц родился в Ташкенте (Узбекская ССР) в 1950 году в семье Левона Александровича и Натальи Павловны Якшиянц. Наполовину армянин. Отец родился в городе Шуше (НКАО, Азербайджанская ССР) и был трижды ранен во время Великой Отечественной войны. После войны он был директором ташкентской обувной фабрики, затем — депутатом Ташкентского городского Совета народных депутатов и делегатом девятого съезда Компартии Узбекистана. Наталья Павловна — работник Ташкентского горисполкома. Левон умер в 1985 году, Наталья на 1990 год была жива и жила в Ташкенте.
В 15 лет Якшиянц начал употреблять наркотики. В 1967 году, в 17 лет, он был осужден на два года лишения свободы за кражу, но в том же году был освобождён по амнистии в связи с полувековым юбилеем Октябрьской революции. Спустя год Якшиянц снова был осуждён уже на 4 года, этот срок он отсидел целиком. Освободившись в 1972 году, он в том же году вновь попался на краже, и был приговорён к 10 годам тюрьмы, но в 1979 году был условно-досрочно освобождён. Во время третьего срока заключения, в 1975 году, Якшиянц завершил восьмиклассное образование при вечерней тюремной школе. Во время всех трёх заключений Якшиянц вскрывал себе вену, пил ацетон или объявлял голодовку. Были случаи, когда он в один день (1 декабря 1988 года) дважды ввёл себе в вену эфедрин.
После освобождения он переехал в город Белореченск Краснодарского края, где работал слесарем в автоколонне и одновременно учился на шофера. Здесь же, в 1979 году он женился на Наталье Танюшкиной. В 1980 году у них родился сын Павел, спустя год — второй сын, Александр. Выучившись на шофёра, Якшиянц стал заниматься развозкой грузов и, поскольку одним из предприятий, которое он обслуживал, была аптека, то он продолжал вести образ жизни наркомана. Через какое-то время Якшиянц развёлся с Танюшкиной и в конце 1983 года женился на 24-летней Тамаре Фотаки. У них родилась дочь Илария, но через два года они тоже развелись. Фотаки переехала из Белореченска в Орджоникидзе и устроилась работать на трикотажную фабрику. В 1986 году туда переехал Якшиянц и начал работать водителем в пассажирском автопредприятии № 1. Ему дали комнату в общежитии, но через некоторое время он перебрался в квартиру Фотаки на улицу имени Ноя Буачидзе, 219.

### Владимир Муравлев
Родился в 1962 году в Орджоникидзе (ныне Владикавказ) у Александра Ивановича и Ларисы Александровны Муравлёвых. Отец был заместителем директора молочного завода, мать работала на фабрике «Ацамаз». У Владимира была младшая сестра Ольга. Муравлев рос здоровым ребёнком, но до 4 лет имел проблемы с речью. На момент теракта он в совершенстве говорил как по-русски, так и по-осетински.
Муравлев окончил восемь классов. Дважды, в 1978 и 1980 годах, был судим за кражи (в первый раз украл в магазине куртку, во второй — угнал машину). В 1981 году Муравлев поступил работать электриком на завод железобетонных конструкций, затем служил в армии. Демобилизовавшись, он устроился рабочим на завод «Магнит», но через четыре месяца уволился по собственному желанию. Затем работал электриком на заводе «Бином», но ушёл через полтора года. Следующие четыре месяца Муравлев работал токарем на заводе «Пневмооборудование», но и оттуда уволился. Поступил в автошколу и, получив права водителя второго класса, четыре месяца проработал водителем автобуса на пассажирском автопредприятии № 1, где и познакомился с Якшиянцем. Правда, через какое-то время Муравлев вернулся слесарем на завод «Бином», и его связь с Якшиянцем прервалась, но через четыре месяца, в июле 1988 года, он вновь уволился и около пяти месяцев был безработным. В этот период у него была мечта отправиться в Афганистан и помогать там советским военнопленным.
Как и Якшиянц, имел проблемы с наркотиками — иногда курил марихуану или вводил в вену эфедрин, смешанный со столовым уксусом и марганцовкой.

### Герман Вишняков
Родился в 1966 году в Орджоникидзе у Льва Никитовича и Анны Петровны Вишняковых. Мать пьянствовала и детьми не занималась. В 1980 году родители развелись и Вишняков остался с отцом. Увлекался шахматами и светомузыкой. Учился в средней школе № 18, после восьмого класса хотел поступить в кулинарное училище, но не смог и поступил в профессионально-техническое училище, где получил профессию плиточника. В дальнейшем работал вместе с отцом слесарем.
Службу в армии Вишняков проходил в Северной группе войск на территории Польши. Окончил школу военных поваров и, получив удостоверение повара четвёртого разряда, сначала готовил пищу для солдат, а потом для офицеров. После армии пошёл в автошколу, где познакомился с Муравлевым. Получив права, вместе с ним устроился водителем на автотранспортное предприятие № 1. Ему дали для вождения старый разбитый автобус, который часто простаивал в ремонте, из-за чего у Вишнякова было много свободного времени. Осенью и зимой 1987 года Вишняков и Муравлев часто выезжали в Чечено-Ингушетию для сбора конопли и изготовления наркотиков. Весь 1988 год Вишняков практически не работал.

### Владимир Анастасов
Родился в 1963 году в Семипалатинске (Казахская ССР), но через два года семья переехала в Орджоникидзе. Анастасов посещал музыкальную школу сначала по классу фортепиано, потом баяна и научился играть на ударных. Окончил восемь классов, потом учился в профессионально-техническом училище, где приобрёл профессию электрика. Один год работал в дорожно-строительном управлении, потом — электриком на пассажирском автопредприятии № 1. Окончил курсы шофёров.
В 1982—1984 годах Анастасов служил в армии на территории Белорусской ССР, в воздушно-десантных войсках. Вернувшись, женился на женщине по имени Марина, имевшей ребёнка, чем вызвал протест родителей. Супруги решили жить самостоятельно и уехали в Семипалатинск, где Марина работала в местной столовой, а Владимир — на заводе строительных материалов. Жили они в общежитии. Анастасов играл в заводском инструментальном ансамбле. В целом, по сравнению с остальными террористами, Анастасовы жили сравнительно неплохо и не бедствовали, но через какое-то время им пришлось вернуться в Орджоникидзе, потому что мать Марины тосковала по внучке.
В Орджоникидзе Владимир устроился работать бетонщиком в строительную организацию, а Марина пошла работать на чулочную фабрику. Они жили на съёмной квартире и, по сравнению с жизнью в Семипалатинске, их доходы сильно упали и обострилась проблема нехватки денег. Он начал курить анашу и в конечном итоге познакомился с Якшиянцем. На момент теракта Анастасов успел переболеть гонореей.

### Тофий Джафаров
На момент теракта 28 лет. Родился в 1960 году также в Орджоникидзе, у Веры Ивановны Коровиной. Наполовину азербайджанец. Отец погиб в автомобильной катастрофе, когда Тофию было три года. В школе он учился плохо и в конечном итоге бросил её, перешёл в вечернюю, но потом бросил и её. Учился какое-то время в военном училище, где играл на валторне в местном оркестре. Хотел выучиться на экскаваторщика, но не смог. Служил в армии, и демобилизовавшись, поменял много мест работы в поисках хорошего заработка (с 1983 года по 1985 года он сменил десять мест работы). В 1981 году женился, в 1983 году у него родилась дочь. Семейная жизнь Джафарова не сложилась, у него были проблемы с алкоголем и наркотиками, и он часто избивал жену, если она делала ему замечания. В конце концов, он выучился на шофёра и работал водителем автобуса на городском маршруте. В этот период он и познакомился с Якшиянцем, Муравлевым и Вишняковым. В 1987 году бросил жену (к тому моменту у них уже было двое детей) и жил в гражданском браке с водителем трамвая Ларисой Марисовой.

## Ход событий
План преступников состоял в следующем — раздобыть автобус и заманить в него большое количество детей, для чего они решили заявиться в какую-нибудь школу. Позже на суде Якшиянц пояснил, что идея взять в заложники детей показалась им более разумной, так как их легче было контролировать, чем взрослых. Изначально группа хотела пойти несколько «гуманным» способом и привлечь в качестве заложников своих собственных жён и детей, но те отказались. После этого Якшиянц решил осуществить настоящий захват детей. Утром 1 декабря 1988 года группа угнала автобус ЛАЗ-697, взяв в заложники шофёра Вахтанга Гвиниашвили. Попытки посадить в автобус детей у какой-либо школы не удались, и через некоторое время бандиты приехали на улицу Тельмана, где перед этим видели большую группу детей, заходивших в здание Республиканской книжной типографии.
Ученики 4 «Г» класса школы № 42 в этот день были в типографии на экскурсии; от школы добирались на троллейбусе с пересадками и сильно устали (плюс ко всему в тот день в Орджоникидзе шёл мокрый снег). У детей, вышедших из здания типографии первыми, Якшиянц узнал номер их школы и вписал его в путевой лист, который затем предъявил классной руководительнице Наталье Ефимовой. Ей и детям он сказал, что автобус прислан шефами школы. Все сели в автобус; через некоторое время Якшиянц, остановив автобус у своего дома, привёл свою жену Тамару Фотаки (которая не была посвящена в планы мужа) и дочь Илларию, после чего бандиты объявили всех пассажиров заложниками.
В какой-то момент детям было сказано, что отпустят тех, кто согласится порвать свой пионерский галстук. Дети отказались.
Около 16:30 автобус прибыл к зданию Северо-Осетинского комитета партии, и начались переговоры. Операцией по освобождению заложников руководил заместитель главы МВД республики Таймураз Батагов. Бандиты потребовали от властей заплатить выкуп, предоставить самолёт и возможность вылета за границу и пригрозили поджечь автобус, для чего расставили по салону 2-литровые банки с бензином. Параллельно Якшиянц потребовал привести к нему бывшего сообщника. Власти предоставили преступникам самолёт «Ил-76», однако аэропорт Орджоникидзе не смог бы принять самолёт такого размера, поэтому «Ил-76» посадили в аэропорту Минеральные Воды. Туда же направилась и колонна, состоящая из захваченного автобуса, машин КГБ, частных автомобилей родителей захваченных детей и машин сопровождения ГАИ. По пути туда Якшиянц остановился у местного СИЗО и потребовал, чтобы оттуда выпустили отбывавшего там наказание его бывшего сообщника Кривоносова, пообещав за это отпустить 10 заложников. Когда привели Кривоносова, Якшиянц попытался соблазнить его участием в своём замысле, но Кривоносов отказался. После новых переговоров Якшиянц отпустил одну заложницу — Ивелину Чебакаури.
После многочасовых переговоров преступникам передали через полковника КГБ Евгения Шереметьева, ведшего очные переговоры, 8 бронежилетов, 4 пистолета «ПМ» с двумя полными магазинами, 1 автомат «АКС-74» с двумя снаряженными магазинами и 2 млн долларов США в обмен на заложников.
Страной прибытия захватчики выбрали Пакистан, но затем поменяли на Израиль, с которым у СССР в это время не было ни дипломатических отношений, ни соглашения о выдаче преступников. По мнению генерала-майора сухопутных войск Израиля Амрама Мицны угонщики считали, что они будут в безопасности в Израиле, поскольку после выборов сформировалось антикоммунистическое правительство.
Террористы под прикрытием живого коридора из детей вышли из автобуса и перешли в самолёт, а затем освободили оставшихся детей и учительницу. Экипаж «Ил-76» остался в заложниках. Несмотря на готовность подразделения «Альфа» к штурму, самолёт решено было выпустить.
2 декабря 1988 года «Ил-76» приземлился на одной из военных авиабаз возле Тель-Авива. Самолёт окружили части армии и полиции, прибыли машины медицинской скорой помощи. Согласно члену экипажа Ил-76, угонщики спросили, куда они прибыли: в Сирию или Израиль. Они попросили показать им звезду Давида или услышать речь на иврите. Когда один из солдат сказал несколько слов на иврите, они вышли из самолёта с поднятыми руками. Заложников отправили обратно самолётом в Орджоникидзе.
Преступники пытались подкупить израильские власти, предложив им 1 миллион долларов, и просили предоставить им вылет в ЮАР (где в тот период действовал апартеид), однако израильтяне отказались, решив по просьбе советской стороны выдать их СССР. Они поместили террористов в тюрьму Абу-Кабир, а вскоре передали советским властям на условии, что к ним не будет применена смертная казнь, которая применялась тогда в Советском Союзе. С 1954 года в Израиле действует мораторий на применение смертной казни, правительство опасалось критики со стороны правозащитных организаций. Израильские власти удовлетворили запрос СССР на выдачу преступников, несмотря на недостаточность формальных оснований.

## Суд
Суд прошел в марте 1989 года. 17 марта председательствующий на суде член Верховного суда РСФСР Валерий Иванович Мухин огласил приговор: Якшиянц — 15 лет тюрьмы с конфискацией имущества, Муравлев — 14 лет с конфискацией (первые 10 лет в тюрьме, оставшиеся четыре года — в исправительно-трудовом лагере), Вишняков и Анастасов — 14 лет (из них 5 лет в тюрьме), и Джафаров — 3 года колонии строгого режима.
Якшиянц отбывал наказание в Златоусте (Челябинская область). Через два года, в начале июля 1990 года, он попытался организовать с сокамерниками массовый побег: в условленный день они записались к тюремному врачу и постарались захватить в заложники двух женщин-контролёров, но попытка сорвалась, и 1 марта 1991 года Челябинский суд повторно (по другим данным дополнительно) приговорил Якшиянца к ещё пятнадцати годам лишения свободы. В 2005 году второй срок Якшиянца был сокращён, и он был выпущен на свободу.
Тамара Фотаки писала Якшиянцу первые три года, но затем он сам уговорил её прекратить переписку. В 1998 году, в интервью корреспонденту газеты «Челябинский рабочий» Ольге Айзенберг, Якшиянц сообщил, что после освобождения собирается отправиться в Белореченск (Краснодарский край), где у Якшиянца жили два сына от первого брака и дочь от Фотаки или, в случае если ему не удастся наладить с детьми контакт, — к братьям в Калининград.

## Последующие события
3 февраля 1989 года в Кремле учительница Наталья Ефимова была награждена орденом «За личное мужество» № 1 лично Михаилом Горбачёвым. Затем она вышла замуж за корреспондента журнала «Советский Союз», готовившего репортаж о ней и об истории захвата заложников. В 1990-е года она стала бильдредактором московской газеты «Новые Известия». Впоследствии супруги вместе с дочерью эмигрировали в США
В 2005 году по просьбе съёмочной группы, снимавшей документальный фильм об истории захвата заложников, Якшиянц (поскольку фильм снимался по причине его выхода из тюрьмы) встретился с Евгением Шереметьевым. Якшиянц поблагодарил полковника за то, что тот его и других участников банды «обдурил, но жизнь сохранил, а мог бы и убить».
Дальнейшая судьба Якшиянца и его сообщников неизвестна.

## Отражение в культуре
- 1989 год — интервью с заложниками в передаче Марафон-15[17]
- 1989 год — «Заложники», документальный фильм (СССР, реж. В. М. Грунин).
- 1990 год — «Взбесившийся автобус», художественный фильм по мотивам описанных событий (СССР, реж. Г. Г. Натансон).
- 1998 год — «Разящий Бумеранг», документальный фильм в рамках проекта «Документальный детектив»; снят к 10-летней годовщине событий (Россия, В. Е. Микеладзе).
- 2001 год — «Захват заложников в г. Орджоникидзе. 1988 год», телепередача из цикла «Как это было» (выпуск от 26 сентября 2001 г.).
- 2005 год — «Заложники из 4-го Г», телепередача А. А. Пальникова из цикла «Чистосердечное признание» на телеканале НТВ, представляющая захватчиков в позитивном свете и показывающая дружбу бывшего полковника КГБ Евгения Шереметьева с вожаком захватчиков Якшиянцем (эфир от 25 декабря 2005 года)[18].
- 2008 год — «Это страшное слово заложник», документальный фильм в рамках проекта «Детективные истории»; снят к 20-летней годовщине событий, в котором, помимо событий в Орджоникидзе, также рассказывается и о террористическом акте в Беслане. Включает в себя также комментарии бывших заложников спустя 20 лет после захвата (Россия, В. Е. Микеладзе).
- 2008 год — Документальный фильм «Прошедшие через Ад» 2 части из цикла Вахтанга Микеладзе «Шпионы и предатели».
- 2008 год — «Спасите детей!», телепередача из цикла «Следствие вели…» (выпуск от 18 ноября 2008 года)
- 2008 год — документальный фильм «Ультиматум» — режиссёр Андрей Дутов (пятая серия из цикла «Живая история», эфир от 1 июня 2009).
- 2009 год — Документальный фильм «Источник скорби» (2 серии) из цикла Вахтанга Микеладзе «Пожизненно лишённые свободы»
- 2010 год — Документальный фильм «Заложники. Слёзы Осетии» (2 серии) — режиссёр Андрей Дутов.
- 2024 год — «Командир», художественный фильм по мотивам событий (Россия, реж.А.Ф. Гурьянов, Т. Хван)